# 葉有挺
叶有挺（？—1675年），字贞夫，福建福宁寿宁人。清初官员。

## 生平
叶有挺于康熙九年（1670年）考中庚戌科进士，方得授官职，便徒步南归。耿精忠在福建起兵反清，传檄各地，招纳在籍搢绅。有挺以此为耻，潜入江西地界，佯言已死。
一年之后，有挺因思念其母，潜返家乡。当地县令得知，便持檄文催促他赴召。有挺宁死不从，对其母说：“兒得进士，思有以报君父。今以进士被伪檄，是得一进士反为从逆之资。兒死不赴，如母何？”其母以大义勉励，有挺抱母大哭，逃入山寺藏匿。寺僧知道他是叶进士，不愿接纳。有挺仰天长叹，入夜后起身，向北叩首九次，又向南望母再叩，出走至山下，于古木自缢而死。清廷平定耿精忠叛乱之后，却无人将叶有挺之事上报，因此各种褒奖、追赠均未下达。《清史稿》将其列入《忠义传》。

## 延伸阅读
[在维基数据编辑]
 《清史稿·卷488》，出自趙爾巽《清史稿》